# L'home bicentenari
L'home bicentenari  (títol original:Bicentennial Man) és una pel·lícula germano-estatunidenca dirigida per Chris Columbus, estrenada el 1999. Ha estat doblada al català.

## Argument
En aquest començament del segle xxi, on el progrés tecnològic s'ha generalitzat a millor, Richard Martin fa l'adquisició del nou robot domèstic de moda, el NDR-114. Ha estat concebut per efectuar les tasques domèstiques penoses abans pels éssers humans: cuina, plats, bricolatge, vigilància dels nens. El bateja amb el nom d'Andrew.
Però « Andrew » (Amanda sent malament la paraula "androide") en qüestió no serà pas tan simplicíssim com el model clàssic. Dotat d'un esperit analític modificat per accident, el robot es mostra capaç de creativitat (sobretot esculpint petits animals en fusta sense que ningú l'ensenyi). Es dona objectius, objectius per aconseguir i, al fil dels seus aprenentatges i de les seves emocions, aprendre la vida.
Andrew anirà fins a desafiar la mort de l'Home ajudant-lo a sobreviure a les seves pròpies pors. Però descobrirà molt ràpidament que la vida i l'amor tenen un premi, el qual només podrà determinar pujant-lo.

## Repartiment
- Robin Williams: Andrew Martin
- Embeth Davidtz: Amanda Martin / Portia Charney
- Sam Neill: Richard Martin
- Oliver Platt: Rupert Burns
- Wendy Crewson: Mme Martin
- Kiersten Warren: Galatea
- Hallie Kate Eisenberg: Amanda Martin (amb 7 anys)
- Lindze Letherman: Grace Martin (amb 9 anys)
- Angela Landis: Grace Martin (adult)
- Bradley Whitford: Lloyd Charney
- John Michael Higgins: Bill Feingold, l'advocat dels Martin
- Stephen Root: Dennis Mansky
- George D. Wallace: el president

## Producció

### Gènesi i desenvolupament
El film és l'adaptació de la novel·la homònima d'Isaac Asimov apareguda l'any 1976 així com de la novel·la que ha estat adaptada per Robert Silverberg The Positronic Man.

### Càsting
Robin Williams retroba Chris Columbus després de Mrs. Doubtfire. l'actor explica: « El que m'ha atret, és la manera com la història aborda la intel·ligència artificial i el comportament humà. Hi ha milers de robots similars al que encarno, però aquest té alguna cosa d'especial… una curiositat, una aptitud per la fascinació ».

### Rodatge
El rodatge té lloc del 15 de març al 16 de juliol de 1999 a Califòrnia (Woodside, Half Moon Bay, Alameda, Fremont, seu d' Oracle Corporation a Redwood City) a San Francisco (Grace Cathedral, ajuntament, Pont Golden Gate, Alamo Square, Treasure Island, ...).

### Picades d'ull
- Quan Rupert construeix un cor artificial per a Andrew, Galatea canta "If I Only Had A Heart", la cançó de "l'home de ferro blanc" del film El màgic d'Oz.

## Premis i nominacions

### Premis
- Premis Hollywood Makeup Artist and Hair Stylist Guild 2000: millors efectes especials maquillatges d'un film per a Greg Cannom i Wesley Wofford

### Nominacions
- Oscars 2000: Oscar al millor maquillatge per a Greg Cannom
- Premis Blockbuster Entertainment 2000: millor actriu en una comèdia per a Embeth Davidtz, millor actor a una comèdia per a Robin Williams
- Kids' Choice Awards 2000: millor actor per a Robin Williams
- Premis Razzie 2000: pitjor actor per a Robin Williams (igualment per a Il·lusions d'un mentider)

## Rebuda
- "Una pel·lícula comercial per a vacances, completada amb uns estupends efectes especials, un sorprenent treball de maquillatge i luxosos valors de producció"[6]
- "L'anteriorment divertit Robin Williams està encara estancat en la seva atroç modalitat sentimental"[7]